# دنیای آب ایروان
دنیای آب ایروان (ارمنی: Ջրաշխարհ (Jrashkharh)) یک پارک آبی است که در خیابان میاسنیکیان ناحیه نور نورک در ایروان پایتخت ارمنستان واقع شده‌است. دنیای آب این پارک آبی هوای-آزاد مساحت ۲٫۵ هکتار و پارک آبی سرپوشیده مساحت ۰٫۵ را اشغال نموده‌است.

## پارک آبی تابستانی
دنیای آب ایروان در یکی از زیبایی اماکن شهر ایروان در خیابان میاسنیکیان، بین باغ‌وحش ایروان و باغ گیاه‌شناسی ایروان گسترده شده‌است در سال ۲۰۰۱ میلادی با مساحتی بالغ بر ۲٫۵ هکتار افتتاح شد؛ و ۲ استخر بزرگ، ۱ استخر کودکان، ۱ استخر VIP و ۳ استخر را شامل می‌شود.
در طی فصل زمستان بزرگترین استخر پارک با مساحت ۵۰۰ مترمربع به یک پیست اسکیت تبدیل می‌شود.

## پارک آبی داخل سالن
پارک آبی داخل سالن با مساحتی ۰٫۵ هکتار با نام Aquatek در سال ۲۰۰۸ میلای افتتاح شد.